# Mirto (Italia)
Mirto (Mirtu in siciliano) è un comune italiano di 868 abitanti della città metropolitana di Messina in Sicilia.
È denominato uno dei "quattru paisi di li funci" insieme a Frazzanò, Longi e Galati Mamertino.

## Storia

### Simboli
Lo stemma e il gonfalone sono stati concessi con decreto del presidente della Repubblica del 4 gennaio 1988.
Il gonfalone è un drappo troncato di giallo e di azzurro.

## Monumenti e luoghi d'interesse

### Architetture religiose
- Duomo di Santa Maria Assunta in Cielo, riedificazione di luogo di culto su primitivo impianto d'epoca normanna.
- Chiesa e convento dell'Ordine dei frati minori cappuccini, 1844c.
- Chiesa della Madonna del Rosario e convento dell'Ordine dei frati predicatori di San Domenico (ventiquattresima istituzione dell'ordine in terra di Sicilia fondata nel 1518[6]), ex chiesa di San Sebastiano.
- Chiesa Santa Maria del Gesù, XVI secolo.
- Chiesa di Sant'Alfio, Cirino e Filadelfio.
- Chiesa di San Nicola, 1228.
- Chiesa dell'Immacolata, ruderi.
- Chiesa del Loreto, 1550c.

### Architetture civili
- Palazzo Cupane, sede del Museo del Costume e della Moda

## Società

### Evoluzione demografica
Abitanti censiti

## Amministrazione
Di seguito è presentata una tabella relativa alle amministrazioni che si sono succedute in questo comune.
| Periodo          | Periodo          | Primo cittadino   | Partito              | Carica              | Note  |
| ---------------- | ---------------- | ----------------- | -------------------- | ------------------- | ----- |
| 4 giugno 1985    | 21 maggio 1990   | Giuseppe Lanuto   | Democrazia Cristiana | Sindaco             | [ 8 ] |
| 21 maggio 1990   | 29 maggio 1993   | Giuseppe Lanuto   | Democrazia Cristiana | Sindaco             | [ 8 ] |
| 29 maggio 1993   | 22 novembre 1993 | Rosalia Lanza     |                      | Sindaco             | [ 8 ] |
| 22 novembre 1993 | 1º dicembre 1997 | Donata Ingrillì   | -                    | Sindaco             | [ 8 ] |
| 1º dicembre 1997 | 28 maggio 2002   | Giuseppe Lanuto   | lista civica         | Sindaco             | [ 8 ] |
| 28 maggio 2002   | 15 maggio 2007   | Antonino Sapone   | lista civica         | Sindaco             | [ 8 ] |
| 15 maggio 2007   | 8 maggio 2012    | Rosalia Lanza     | lista civica         | Sindaco             | [ 8 ] |
| 8 maggio 2012    | 16 gennaio 2015  | Giuseppe Lanaro   |                      | Sindaco             | [ 8 ] |
| 16 gennaio 2015  | 1º giugno 2015   |                   |                      | Comm. straordinario | [ 8 ] |
| 1º giugno 2015   | in carica        | Maurizio Zingales |                      | Sindaco             | [ 8 ] |

### Altre informazioni amministrative
Il comune di Mirto fa parte delle seguenti organizzazioni sovracomunali: regione agraria n.8 (Colline litoranee di Patti).

## Sport

### Calcio
La principale squadra di calcio del paese è la Polisportiva Dilettantistica Mirto che milita nel girone del comitato Siciliano di Barcellona P.G. di 3ª Categoria.